# Cañón sónico
El Cañón sónico fue un experimento de arma bélica desarrollada por el ejército alemán durante la Segunda Guerra Mundial. Dicha arma, fue desarrollada por el Doctor Richard Wallauschek para el ejército alemán.
Estaba formado por dos reflectores parabólicos conectados por varios tubos que formaban una cámara de disparo. A través de los tubos entraba en la cámara una mezcla de oxígeno y metano que era detonada de forma cíclica. Las ondas de sonido producidas por las explosiones, por reflexión, generaban una onda de choque de gran intensidad que creaba un rayo sónico de enorme amplitud. 
La nota aguda que enviaba superaba los 1000 hPa a casi 50 metros. A esta distancia, medio minuto de exposición mataría a cualquiera que se encontrara cerca, y a 250 metros seguiría produciendo un dolor insoportable. Esta curiosa arma nunca fue empleada en un campo de batalla (era muy voluminosa, pues el segundo reflector medía más de 3 metros), aunque hay rumores de que se usó con animales.